# آسیاب رودخانه پو
آسیاب رودخانه پو (ایتالیایی: Il mulino del Po) یک فیلم در ژانر درام به کارگردانی آلبرتو لاتوادا است که در سال ۱۹۴۹ منتشر شد. از بازیگران آن می‌توان به کارلا دل پوجو، ژاک سرنا، نینو پاوسه، لدا گلوریا، اوسیریده پوارلو و دینا ساسولی اشاره کرد.